# Цзинсянь (Хэншуй)
Цзинся́нь (кит. упр. 景县, пиньинь Jǐng xiàn) — уезд городского округа Хэншуй провинции Хэбэй (КНР).

## История
Во времена империи Хань в этих местах существовал уезд Тяосянь (脩县), а также ряд удельных владений, которые постепенно из уделов стали простыми уездами либо были присоединены к другим административно-территориальным единицам. При империи Суй в 685 году написание названия уезда было изменено на 蓨县.
При чжурчжэньской империи Цзинь в 1154 году уезд Тяосянь вошёл в подчинение области Цзинчжоу (景州). Во время правления Чжан-цзуна (личным именем которого было Ваньянь Цзин) из-за практики табу на имена область была переименована в Гуаньчжоу (观州). В 1236 году управляющие органы области переехали в административный центр уезда Тяосянь. В 1265 году области было возвращено название Цзинчжоу.
При империи Мин в 1369 году управляющие структуры уезда Тяосянь были расформированы, а его бывшая территория стала подчиняться напрямую области. При империи Цин в 1724 году ещё остававшиеся в составе области Цзинчжоу уезды были переданы в подчинение Хэцзяньской управе, и область стала «безуездной областью». После Синьхайской революции в Китае была проведена реформа структуры административного деления, в ходе которой области были упразднены, и в 1913 году область была преобразована в уезд.
В 1949 году был образован Специальный район Хэншуй (衡水专区), и уезд Цзинсянь вошёл в его состав. В 1952 году специальный район Хэншуй был расформирован, и уезд Цзинсянь вошёл в состав Специального района Цансянь (沧县专区). В июне 1958 года Тяньцзинь был понижен в статусе, став городом провинциального подчинения, и Специальный район Цансянь был присоединён к Специальному району Тяньцзинь (天津专区); уезд Уцян был при этом присоединён к уезду Уцяо.
В 1961 году был восстановлен Специальный район Цанчжоу (沧州专区), ранее называвшийся Специальный район Цансянь, а в его составе был восстановлен уезд Цзинсянь. В 1962 году Специальный район Хэншуй был создан вновь, и уезд Цзинсянь опять вошёл в его состав. В 1970 году Специальный район Хэншуй был переименован в Округ Хэншуй (衡水地区).
В мае 1996 года решением Госсовета КНР округ Хэншуй был преобразован в городской округ Хэншуй.

## Административное деление
Уезд Цзинсянь делится на 10 посёлков и 6 волостей.